# Jean Iarchy
Jean Iarchy (Antwerpen, 4 mei 1939) is een Belgisch-Joodse arts.
Bij het uitbreken van de Tweede Wereldoorlog poogden zijn ouders vruchteloos te vluchten naar Groot-Brittannië, waarna ze terugkeerden naar Antwerpen. In 1942 beslisten zijn moeder en grootmoeder met hem onder te duiken. Ze verbleven in het voorjaar 1942 onder andere bij Eugène Cougnet. Zijn vader probeerde na te reizen, maar werd op 15 september gearresteerd 1942 in Mechelen en met het XII-e treinkonvooi gedeporteerd naar het concentratiekamp van Auschwitz, waar hij overleed op 14 januari 1943.
Omdat de Iarchy's het onderduikadres bij Cougnet te gevaarlijk vonden situatie, omdat hij tientallen mensen tegelijk verborg, beslisten ze op 24 oktober 1942 naar een ander onderduikadres te verhuizen. De volgende dag vielen de Duitsers binnen bij Cougnet en namen iedereen gevangen.
Iarchy en zijn moeder werden vervolgens opgevangen door Joseph Leboutte en daarna in een huis in Durbuy, waar ze bleven tot de bevrijding in september 1944. Jeans moeder Laja kocht in Durbuy een spinnewiel en maakte kousen en truien om het gezin te onderhouden. Jean Iarchy schonk in 2005 dit spinnewiel (en een collectie foto's) aan het United States Holocaust Memorial Museum.
De familie verhuisde na de bevrijding terug naar Antwerpen, waar Iarchy chirurg zou worden.
Op 30 juni 2015 Iarchy en zijn echtgenote op privéaudiëntie ontvangen door paus Franciscus.